# Utilizzatori del Boeing 777

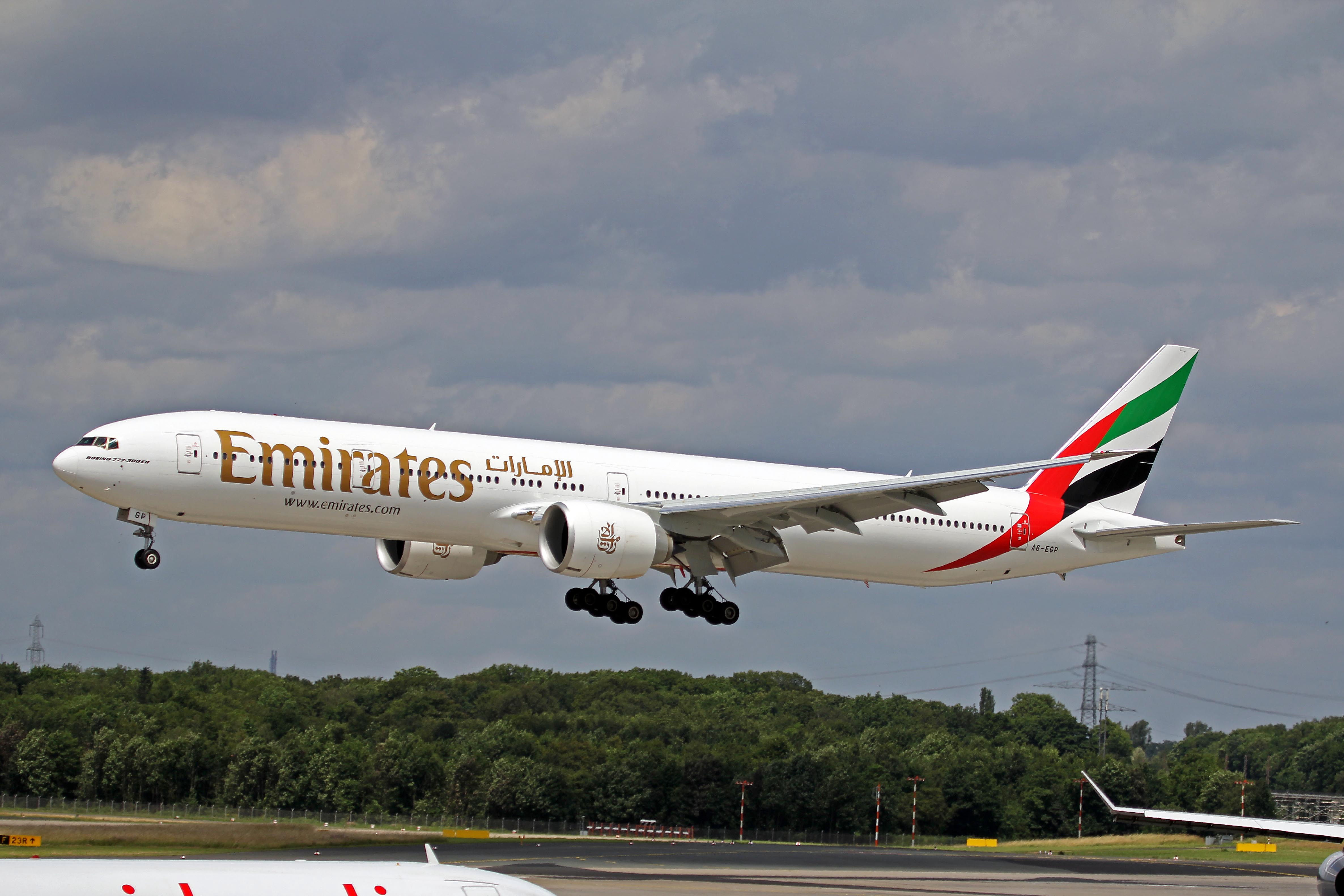
Un Boeing 777 di Emirates, l'utilizzatore principale di questo tipo di aereo.

Il Boeing 777 è un aereo di linea a fusoliera larga a lungo raggio prodotto dall'industria statunitense Boeing a partire dalla metà degli anni novanta. Dotato di due motori a turboventola, è il più grande bimotore del mondo: l'aereo ha oltre 300 posti e la sua autonomia varia a seconda delle versioni e degli allestimenti da 9 695 a 17 370 chilometri (da 5 235 a 9 380 miglia nautiche).
I suoi elementi caratteristici sono le grosse gondole sotto le ali (che nella versione -300ER ospitano i General Electric GE90-115B, i turbofan più potenti mai costruiti), le sei ruote su ciascuno dei due carrelli principali e l'ampia fusoliera a sezione circolare. Il 777 è stato il primo aereo di linea costruito dalla Boeing con controlli fly-by-wire (cioè mediati da computer e servocontrolli elettronici), ed è stato anche il primo aereo commerciale progettato completamente al computer, tramite un software CAD chiamato CATIA.
Il 777 è prodotto in diverse versioni con lunghezze e autonomie variabili. Il 777-200LR, dimostratosi capace di compiere mezzo giro del mondo senza scalo, detiene il record per l'aereo di linea con l'autonomia più lunga e quello per la maggiore distanza coperta da un aereo commerciale con un solo rifornimento.

## Ordini e consegne

### 777 serie -200 e -300
Legenda tabella modelli non più in produzione:
- O/C: Ordini e consegne.

- OP: Esemplari operativi.

Legenda tabella modelli ancora in produzione:
- O/ORD: Ordini.
- C/CON: Consegne.
- P/OPE: Esemplari operativi.

Note:
- dati aggiornati al gennaio 2024[1][2][3];
- il numero degli esemplari operativi è da considerarsi una stima più o meno accurata;
- alcuni utilizzatori hanno più aerei operativi che ordinati. Ciò è dovuto al fatto che le compagnie hanno comprato velivoli di seconda mano o hanno effettuato leasing, e questi non risultano come ufficiali nel conteggio degli ordini.

| Compagnia                      | Compagnia                           | 777-200 | 777-200 | 777-200ER | 777-200ER | 777-200LR | 777-200LR | 777-300 | 777-300 | 777-300ER | 777-300ER | 777-300ER | 777F | 777F | 777F | TOTALE | TOTALE | TOTALE |
| Stato                          | Nome                                | O/C     | OP      | O/C       | OP        | O/C       | OP        | O/C     | OP      | O         | C         | P         | O    | C    | P    | ORD    | CON    | OPE    |
| ------------------------------ | ----------------------------------- | ------- | ------- | --------- | --------- | --------- | --------- | ------- | ------- | --------- | --------- | --------- | ---- | ---- | ---- | ------ | ------ | ------ |
|                                | Aerei privati                       |         |         |           |           | 2         |           |         |         | 4         | 4         |           |      |      |      | 6      | 6      |        |
| Danimarca (bandiera)           | A/S Maersk Holdings                 |         |         |           |           |           |           |         |         |           |           |           | 2    |      |      | 2      |        |        |
| Russia (bandiera)              | Aeroflot                            |         |         |           |           |           |           |         |         | 22        | 22        | 22        |      |      |      | 22     | 22     | 22     |
| Germania (bandiera)            | AeroLogic                           |         |         |           |           |           |           |         |         |           |           |           |      |      | 22   |        |        | 22     |
| Francia (bandiera)             | Air Austral                         |         |         |           |           | 1         |           |         |         |           |           | 3         |      |      |      | 1      | 1      | 3      |
| Russia (bandiera)              | AirBridgeCargo                      |         |         |           |           |           |           |         |         |           |           |           |      |      | 1    |        |        | 1      |
| Canada (bandiera)              | Air Canada                          |         |         |           |           | 6         | 6         |         |         | 17        | 17        | 19        |      |      |      | 23     | 23     | 25     |
| Cina (bandiera)                | Air China                           | 10      |         |           |           |           |           |         |         | 28        | 28        | 28        |      |      |      | 38     | 38     | 28     |
| Cina (bandiera)                | Air China Cargo                     |         |         |           |           |           |           |         |         |           |           |           | 13   | 9    | 9    | 13     | 9      | 9      |
| Francia (bandiera)             | Air France                          |         |         | 18        | 18        |           |           |         |         | 37        | 37        | 43        | 5    | 5    | 2    | 60     | 60     | 63     |
| India (bandiera)               | Air India                           |         |         |           |           | 8         | 8         |         |         | 15        | 15        | 18        |      |      |      | 23     | 23     | 26     |
| Stati Uniti (bandiera)         | Air Lease Corporation               |         |         |           |           |           |           |         |         | 21        | 21        |           |      |      |      | 21     | 21     |        |
| Nuova Zelanda (bandiera)       | Air New Zealand                     |         |         | 4         |           |           |           |         |         | 5         | 5         | 8         |      |      |      | 9      | 9      | 8      |
| Nigeria (bandiera)             | Air Peace                           |         |         |           | 1         |           |           |         | 2       |           |           |           |      |      |      |        |        | 3      |
| Zimbabwe (bandiera)            | Air Zimbabwe                        |         |         |           | 2         |           |           |         |         |           |           |           |      |      |      |        |        | 2      |
| Egitto (bandiera)              | Alexandria Airlines                 |         |         |           |           |           |           |         | 1       |           |           |           |      |      |      |        |        | 1      |
| Italia (bandiera)              | Alitalia                            |         |         | 6         |           |           |           |         |         |           |           |           |      |      |      | 6      | 6      |        |
| Giappone (bandiera)            | All Nippon Airways                  | 16      | 2       | 12        | 8         |           |           | 7       | 5       | 28        | 28        | 13        | 2    | 2    | 2    | 65     | 65     | 30     |
| Stati Uniti (bandiera)         | Altavair                            |         |         |           |           |           |           |         |         | 1         | 1         |           | 3    | 3    |      | 4      | 4      |        |
| Stati Uniti (bandiera)         | American Airlines                   |         |         | 47        | 47        |           |           |         |         | 20        | 20        | 20        |      |      |      | 67     | 67     | 67     |
| Stati Uniti (bandiera)         | Arizona Cardinals                   |         |         |           | 5         |           |           |         |         |           |           |           |      |      |      |        |        | 5      |
| Corea del Sud (bandiera)       | Asiana Airlines                     |         |         | 10        | 9         |           |           |         |         |           |           |           |      |      |      | 10     | 10     | 9      |
| Stati Uniti (bandiera)         | Atlas Air                           |         |         |           |           |           |           |         |         |           |           |           | 6    | 4    | 5    | 6      | 4      | 5      |
| Austria (bandiera)             | Austrian Airlines                   |         |         | 1         | 6         |           |           |         |         |           |           |           |      |      |      | 1      | 1      | 6      |
| Arabia Saudita (bandiera)      | Aviation Link Company               |         |         |           |           |           | 1         |         |         |           |           |           |      |      |      |        |        | 1      |
| Azerbaigian (bandiera)         | AZAL Azerbaijan Airlines            |         |         |           |           | 1         | 1         |         |         |           |           |           |      |      |      | 1      | 1      | 1      |
| Russia (bandiera)              | Azur Air                            |         |         |           |           |           |           |         |         |           |           | 1         |      |      |      |        |        | 1      |
| Bangladesh (bandiera)          | Biman Bangladesh Airlines           |         |         |           |           |           |           |         |         | 4         | 4         | 4         |      |      |      | 4      | 4      | 4      |
| Islanda (bandiera)             | Bluebird Nordic                     |         |         |           | 1         |           |           |         |         |           |           |           |      |      |      |        |        | 1      |
| Singapore (bandiera)           | BOC Aviation                        |         |         | 2         |           |           |           | 4       |         | 13        | 13        |           |      |      |      | 19     | 19     |        |
| Stati Uniti (bandiera)         | Boeing                              |         |         |           | 1         |           |           |         |         |           |           |           |      |      |      |        |        | 1      |
| Stati Uniti (bandiera)         | Boeing Capital                      |         |         |           |           |           |           |         |         |           |           |           | 2    | 2    |      | 2      | 2      |        |
| Regno Unito (bandiera)         | British Airways                     | 5       |         | 44        | 43        |           |           |         |         | 6         | 6         | 16        |      |      |      | 55     | 55     | 59     |
| Cina (bandiera)                | Cathay Pacific                      | 5       |         |           |           |           |           | 12      | 17      | 49        | 49        | 38        |      |      |      | 66     | 66     | 55     |
| Guinea Equatoriale (bandiera)  | CEIBA Intercontinental              |         |         |           |           | 1         | 1         |         |         |           |           |           |      |      |      | 1      | 1      | 1      |
| Cina (bandiera)                | Central Airlines                    |         |         |           |           |           |           |         |         |           |           |           |      |      | 2    |        |        | 2      |
| Cina (bandiera)                | CES Leasing Corporation             |         |         |           |           |           |           |         |         |           |           |           | 10   | 10   |      | 10     | 10     |        |
| Taiwan (bandiera)              | China Airlines                      |         |         |           |           |           |           |         |         | 6         | 6         | 10        | 10   | 7    | 7    | 16     | 13     | 17     |
| Cina (bandiera)                | China Cargo Airlines                |         |         |           |           |           |           |         |         |           |           |           |      |      | 14   |        |        | 14     |
| Cina (bandiera)                | China Eastern Airlines              |         |         |           |           |           |           |         |         | 20        | 20        | 20        |      |      |      | 20     | 20     | 20     |
| Cina (bandiera)                | China Southern Airlines             | 4       |         | 2         |           |           |           |         |         | 15        | 15        | 15        | 17   | 17   | 17   | 38     | 38     | 32     |
| Cina (bandiera)                | China Postal Airlines               |         |         |           |           |           |           |         |         |           |           |           | 2    | 2    | 2    | 2      | 2      | 2      |
| Francia (bandiera)             | CMA CGM Air Cargo                   |         |         |           |           |           |           |         |         |           |           |           | 2    | 2    | 2    | 2      | 2      | 2      |
| Stati Uniti (bandiera)         | Delta Air Lines                     |         |         | 8         |           | 10        |           |         |         |           |           |           |      |      |      | 18     | 18     |        |
| Germania (bandiera)            | Deucalion Capital VII               |         |         |           |           |           |           |         |         |           |           |           | 8    | 8    |      | 8      | 8      |        |
| Regno Unito (bandiera)         | DHL Air UK                          |         |         |           |           |           |           |         |         |           |           |           |      |      | 7    |        |        | 7      |
| Germania (bandiera)            | DHL Aviation                        |         |         |           |           |           |           |         |         |           |           |           | 14   | 14   |      | 14     | 14     |        |
| Stati Uniti (bandiera)         | DHL Aviation Americas               |         |         |           |           |           |           |         |         |           |           |           | 14   | 8    |      | 14     | 8      |        |
| Arabia Saudita (bandiera)      | Dream Aviation                      |         |         | 1         |           |           |           |         |         |           |           |           |      |      |      | 1      | 1      |        |
| Emirati Arabi Uniti (bandiera) | Dubai Aerospace Enterprise          |         |         |           |           |           |           |         |         |           |           |           | 14   | 14   |      | 14     | 14     |        |
| Emirati Arabi Uniti (bandiera) | Dubai Air Wing                      |         |         |           |           |           | 1         |         |         |           |           |           |      |      |      |        |        | 1      |
| Stati Uniti (bandiera)         | Eastern Airlines                    |         |         |           | 9         |           |           |         |         |           |           |           |      |      |      |        |        | 9      |
| Egitto (bandiera)              | EgyptAir                            |         |         | 5         |           |           |           |         |         |           |           | 6         |      |      |      | 5      | 5      | 6      |
| Israele (bandiera)             | El Al                               |         |         | 6         | 6         |           |           |         |         |           |           |           |      |      |      | 6      | 6      | 6      |
| Emirati Arabi Uniti (bandiera) | Emirates                            | 3       |         | 6         |           | 10        | 10        |         |         | 114       | 114       | 123       | 7    | 2    | 11   | 140    | 135    | 144    |
| Guinea Equatoriale (bandiera)  | Equatorial Guinea Government        |         |         |           |           |           | 1         |         |         |           |           |           |      |      |      |        |        | 1      |
| Etiopia (bandiera)             | Ethiopian Airlines                  |         |         |           |           | 6         | 6         |         |         |           |           | 4         | 13   | 9    | 10   | 19     | 15     | 20     |
| Emirati Arabi Uniti (bandiera) | Etihad Airways                      |         |         |           |           |           |           |         |         | 18        | 18        | 8         | 6    | 6    | 6    | 24     | 24     | 14     |
| Portogallo (bandiera)          | EuroAtlantic Airways                |         |         |           | 3         |           |           |         |         |           |           |           |      |      |      |        |        | 3      |
| Taiwan (bandiera)              | EVA Air                             |         |         |           |           |           |           |         |         | 20        | 20        | 34        | 9    | 8    | 8    | 29     | 28     | 42     |
| Stati Uniti (bandiera)         | FedEx Express                       |         |         |           |           |           |           |         |         |           |           |           | 52   | 50   | 57   | 52     | 50     | 57     |
| Indonesia (bandiera)           | Garuda Indonesia                    |         |         |           |           |           |           |         |         | 10        | 10        | 8         |      |      |      | 10     | 10     | 8      |
| Stati Uniti (bandiera)         | GECAS                               |         |         | 4         |           |           |           |         |         | 49        | 49        |           | 10   | 10   |      | 63     | 63     |        |
| Stati Uniti (bandiera)         | GECAS                               |         |         | 4         |           |           |           |         |         | 49        | 49        |           | 10   | 10   |      | 63     | 63     |        |
| Cipro (bandiera)               | Helios Airways                      |         |         |           |           | 1         |           |         |         |           |           |           |      |      |      | 1      | 1      |        |
| Stati Uniti (bandiera)         | Gridiron Air                        |         |         |           | 1         |           |           |         |         |           |           |           |      |      |      |        |        | 1      |
| Russia (bandiera)              | Ikar                                |         |         |           | 1         |           |           |         |         |           |           |           |      |      |      |        |        | 1      |
| Stati Uniti (bandiera)         | ILFC                                |         |         | 43        |           |           |           | 8       |         | 28        | 28        |           |      |      |      | 79     | 79     |        |
| India (bandiera)               | IndiGo                              |         |         |           |           |           |           |         |         |           |           | 2         |      |      |      |        |        | 2      |
| Indonesia (bandiera)           | Indonesia Government                |         |         |           |           |           |           |         |         |           |           | 1         |      |      |      |        |        | 1      |
| Iraq (bandiera)                | Iraqi Airways                       |         |         |           |           |           | 1         |         |         |           |           |           |      |      |      |        |        | 1      |
| Giappone (bandiera)            | Japan Airlines                      | 15      |         | 11        |           |           |           | 7       |         | 13        | 13        | 13        |      |      |      | 46     | 46     | 13     |
| Giappone (bandiera)            | Japan Air Self-Defence Force        |         |         |           |           |           |           |         |         |           |           | 2         |      |      |      |        |        | 2      |
| India (bandiera)               | Jet Airways                         |         |         |           |           |           |           |         |         | 10        | 10        |           |      |      |      | 10     | 10     |        |
| Corea del Sud (bandiera)       | Jin Air                             |         |         |           | 4         |           |           |         |         |           |           |           |      |      |      |        |        | 4      |
| Stati Uniti (bandiera)         | Kalitta Air                         |         |         |           |           |           |           |         |         |           |           |           |      |      | 5    |        |        | 5      |
| Kenya (bandiera)               | Kenya Airways                       |         |         | 4         |           |           |           |         |         | 1         | 1         |           |      |      |      | 5      | 5      |        |
| Paesi Bassi (bandiera)         | KLM                                 |         |         | 6         | 15        |           |           |         |         | 11        | 11        | 16        |      |      |      | 17     | 17     | 31     |
| Corea del Sud (bandiera)       | Korean Air                          |         |         | 18        | 8         |           |           | 4       | 4       | 23        | 23        | 25        | 10   | 10   | 12   | 55     | 55     | 49     |
| Kuwait (bandiera)              | Kuwait Airways                      |         |         | 2         |           |           |           |         |         | 10        | 10        | 10        |      |      |      | 12     | 12     | 10     |
| Brasile (bandiera)             | LATAM Airlines Brasil               |         |         |           |           |           |           |         |         | 10        | 10        | 10        |      |      |      | 10     | 10     | 10     |
| Cile (bandiera)                | LATAM Airlines Group                |         |         |           |           |           |           |         |         |           |           |           | 2    | 2    |      | 2      | 2      |        |
| Austria (bandiera)             | Lauda Air                           |         |         | 3         |           |           |           |         |         |           |           |           |      |      |      | 3      | 3      |        |
| Germania (bandiera)            | Lufthansa Cargo                     |         |         |           |           |           |           |         |         |           |           |           | 12   | 11   | 11   | 12     | 11     | 11     |
| Malaysia (bandiera)            | Malaysia Airlines                   |         |         | 15        |           |           |           |         |         |           |           |           |      |      |      | 15     | 15     |        |
| Turchia (bandiera)             | Mavi Gök Airlines                   |         |         |           |           |           |           |         |         |           |           | 1         |      |      |      |        |        | 1      |
| Nigeria (bandiera)             | Max Air                             |         | 1       |           |           |           |           |         |         |           |           |           |      |      |      |        |        | 1      |
| Arabia Saudita (bandiera)      | Mid East Jet                        |         |         | 1         | 1         |           |           |         |         |           |           |           |      |      |      | 1      | 1      | 1      |
| Russia (bandiera)              | Nordwind Airlines                   |         |         |           | 3         |           |           |         |         |           |           | 2         |      |      |      |        |        | 5      |
| Emirati Arabi Uniti (bandiera) | Novus Aviation Capital              |         |         |           |           |           |           |         |         | 3         | 3         |           |      |      |      | 3      | 3      |        |
| Stati Uniti (bandiera)         | Oak Hill                            |         |         |           |           |           |           |         |         |           |           |           | 4    | 4    |      | 4      | 4      |        |
| Stati Uniti (bandiera)         | Omni Air International              |         |         |           | 3         |           |           |         |         |           |           |           |      |      |      |        |        | 3      |
| Filippine (bandiera)           | Philippine Airlines                 |         |         |           |           |           |           |         |         | 4         | 4         | 9         |      |      |      | 4      | 4      | 9      |
| Pakistan (bandiera)            | PIA Pakistan International Airlines |         |         | 3         | 6         | 2         | 2         |         |         | 8         | 3         | 4         |      |      |      | 13     | 8      | 12     |
| Stati Uniti (bandiera)         | Polar Air Cargo                     |         |         |           |           |           |           |         |         |           |           |           |      |      | 6    |        |        | 6      |
| Stati Uniti (bandiera)         | Polaris Aviation                    |         |         |           | 1         |           |           |         |         |           |           |           |      |      |      |        |        | 1      |
| Emirati Arabi Uniti (bandiera) | Presidential Flight                 |         |         |           | 1         |           |           |         |         |           |           | 1         |      |      |      |        |        | 2      |
| Spagna (bandiera)              | Privilege Style                     |         |         |           | 1         |           |           |         |         |           |           |           |      |      |      |        |        | 1      |
| Qatar (bandiera)               | Qatar Airways                       |         |         |           |           | 9         | 7         |         |         | 48        | 48        | 57        | 28   | 27   | 27   | 85     | 84     | 91     |
| Russia (bandiera)              | Red Wings                           |         |         |           | 3         |           |           |         |         |           |           |           |      |      |      |        |        | 3      |
| Gabon (bandiera)               | République Gabonaise                |         | 1       |           |           |           |           |         |         |           |           |           |      |      |      |        |        | 1      |
| Russia (bandiera)              | Rossiya - Russian Airlines          |         |         |           |           |           |           |         | 4       |           |           | 5         |      |      |      |        |        | 9      |
| Arabia Saudita (bandiera)      | Saudi Arabian Airlines              |         |         | 23        |           |           |           |         |         | 20        | 20        | 37        |      |      | 4    | 43     | 43     | 41     |
| Arabia Saudita (bandiera)      | Saudi Arabian Government            |         |         |           |           |           |           |         |         |           |           | 1         |      |      |      |        |        | 1      |
| Azerbaigian (bandiera)         | Silk Way West Airlines              |         |         |           |           |           |           |         |         |           |           |           | 5    | 2    | 2    | 5      | 2      | 2      |
| Singapore (bandiera)           | Singapore Airlines                  |         |         | 46        |           |           |           | 12      |         | 27        | 27        | 23        |      |      | 5    | 85     | 85     | 28     |
| Ucraina (bandiera)             | Skyline Express Airline             |         |         |           |           |           |           |         |         |           |           | 1         |      |      |      |        |        | 1      |
| Turchia (bandiera)             | Southwind Airlines                  |         |         |           |           |           |           |         | 3       |           |           | 1         |      |      |      |        |        | 4      |
| Svizzera (bandiera)            | Swiss                               |         |         |           |           |           |           |         |         | 12        | 12        | 12        |      |      |      | 12     | 12     | 12     |
| Angola (bandiera)              | TAAG - Linhas Aereas de Angola      |         |         | 3         | 3         |           |           |         |         | 5         | 5         | 5         |      |      |      | 8      | 8      | 8      |
| Thailandia (bandiera)          | Thai Airways                        | 8       |         | 6         | 5         |           |           | 6       |         | 6         | 6         | 17        |      |      |      | 26     | 26     | 22     |
| Turchia (bandiera)             | Turkish Airlines                    |         |         |           |           |           |           |         |         | 30        | 30        | 33        | 8    | 8    | 8    | 38     | 38     | 41     |
| Turkmenistan (bandiera)        | Turkmenhowayollary Agency           |         |         |           |           | 4         |           |         |         |           |           |           |      |      |      | 4      | 4      |        |
| Turkmenistan (bandiera)        | Turkmenistan Airlines               |         |         |           |           |           | 4         |         |         |           |           | 2         |      |      |      |        |        | 6      |
| Stati Uniti (bandiera)         | United Airlines                     | 22      | 19      | 58        | 55        |           |           |         |         | 22        | 22        | 22        |      |      |      | 102    | 102    | 96     |
| Vietnam (bandiera)             | Vietnam Airlines                    |         |         | 4         |           |           |           |         |         |           |           |           |      |      |      | 4      | 4      |        |
| Australia (bandiera)           | Virgin Australia                    |         |         |           |           |           |           |         |         | 4         | 4         |           |      |      |      | 4      | 4      |        |
| Russia (bandiera)              | Volga-Dnepr UK                      |         |         |           |           |           |           |         |         |           |           |           | 6    |      |      | 6      |        |        |
| Stati Uniti (bandiera)         | Voyager Aviation Aircraft           |         |         |           |           |           |           |         |         | 4         | 4         |           |      |      |      | 4      | 4      |        |
| Stati Uniti (bandiera)         | Western Global Airlines             |         |         |           |           |           |           |         |         |           |           |           | 2    |      |      | 2      |        |        |
|                                | Non dichiarato                      |         |         |           |           |           |           |         |         | 16        | 16        |           | 22   | 8    |      | 38     | 24     |        |
| TOTALE                         | TOTALE                              | 88      | 23      | 422       | 270       | 61        | 49        | 60      | 36      | 837       | 832       | 773       | 320  | 264  | 264  | 1 788  | 1 727  | 1 415  |

### 777 serie X
Legenda tabella:
- ORD: Ordini.
- CON: Consegne.

Note:
- dati su ordini/consegne aggiornati al gennaio 2024[1][5][6];
- la consegna dei primi esemplari è prevista per il 2025.[7]

| Compagnia                      | Compagnia              | 777X | 777X |
| Stato                          | Nome                   | ORD  | CON  |
| ------------------------------ | ---------------------- | ---- | ---- |
| India (bandiera)               | Air India              | 10   |      |
| Giappone (bandiera)            | All Nippon Airways     | 20   | –    |
| Regno Unito (bandiera)         | British Airways        | 18   | –    |
| Lussemburgo (bandiera)         | Cargolux               | 10   |      |
| Cina (bandiera)                | Cathay Pacific         | 21   | –    |
| Emirati Arabi Uniti (bandiera) | Emirates               | 205  | –    |
| Emirati Arabi Uniti (bandiera) | Etihad Airways         | 25   | –    |
| Germania (bandiera)            | Lufthansa              | 27   | –    |
| Qatar (bandiera)               | Qatar Airways          | 74   | –    |
| Azerbaigian (bandiera)         | Silk Way West Airlines | 2    | –    |
| Singapore (bandiera)           | Singapore Airlines     | 31   | –    |
|                                | Non dichiarato         | 10   | –    |
| Totale                         | Totale                 | 453  | 0    |

## Timeline e grafico
|          |           | 1990 | 1991 | 1992 | 1993 | 1994 | 1995 | 1996 | 1997 | 1998 | 1999 | 2000 | 2001 | 2002 | 2003 | 2004 | 2005 | 2006 |
| -------- | --------- | ---- | ---- | ---- | ---- | ---- | ---- | ---- | ---- | ---- | ---- | ---- | ---- | ---- | ---- | ---- | ---- | ---- |
| Ordini   | Ordini    | 28   | 24   | 30   | 30   | –    | 101  | 68   | 54   | 68   | 35   | 116  | 30   | 32   | 13   | 42   | 153  | 76   |
| Consegne | 777-200   | –    | –    | –    | –    | –    | 13   | 32   | 11   | 10   | 3    | 9    | 3    | –    | 1    | 2    | 3    | –    |
| Consegne | 777-200ER | –    | –    | –    | –    | –    | –    | –    | 48   | 50   | 63   | 42   | 55   | 41   | 29   | 22   | 13   | 23   |
| Consegne | 777-200LR | –    | –    | –    | –    | –    | –    | –    | –    | –    | –    | –    | –    | –    | –    | –    | –    | 2    |
| Consegne | 777-300   | –    | –    | –    | –    | –    | –    | –    | –    | 14   | 17   | 4    | 3    | 6    | 9    | 2    | 4    | 1    |
| Consegne | 777-300ER | –    | –    | –    | –    | –    | –    | –    | –    | –    | –    | –    | –    | –    | –    | 10   | 20   | 39   |
| Consegne | 777F      | –    | –    | –    | –    | –    | –    | –    | –    | –    | –    | –    | –    | –    | –    | –    | –    | –    |
| Consegne | 777X      | –    | –    | –    | –    | –    | –    | –    | –    | –    | –    | –    | –    | –    | –    | –    | –    | –    |
| Consegne | Totale    | 0    | 0    | 0    | 0    | 0    | 13   | 32   | 59   | 74   | 83   | 55   | 61   | 47   | 39   | 36   | 40   | 65   |

|          |           | 2007 | 2008 | 2009 | 2010 | 2011 | 2012 | 2013 | 2014 | 2015 | 2016 | 2017 | 2018 | 2019 | 2020 | 2021 | 2022 | 2023 | 2024 | Totale |
| -------- | --------- | ---- | ---- | ---- | ---- | ---- | ---- | ---- | ---- | ---- | ---- | ---- | ---- | ---- | ---- | ---- | ---- | ---- | ---- | ------ |
| Ordini   | Ordini    | 110  | 39   | 30   | 75   | 180  | 75   | 121  | 226  | 58   | 23   | 51   | 57   | 38   | 13   | 53   | 66   | 126  | –    | 2 241  |
| Consegne | 777-200   | 1    | –    | –    | –    | –    | –    | –    | –    | –    | –    | –    | –    | –    | –    | –    | –    | –    | –    | 88     |
| Consegne | 777-200ER | 19   | 3    | 4    | 3    | –    | 3    | 4    | –    | –    | –    | –    | –    | –    | –    | –    | –    | –    | –    | 422    |
| Consegne | 777-200LR | 10   | 11   | 16   | 9    | 6    | 1    | 1    | 3    | –    | –    | –    | –    | 1    | –    | 1    | –    | –    | –    | 61     |
| Consegne | 777-300   | –    | –    | –    | –    | –    | –    | –    | –    | –    | –    | –    | –    | –    | –    | –    | –    | –    | –    | 60     |
| Consegne | 777-300ER | 53   | 47   | 52   | 40   | 52   | 60   | 79   | 83   | 79   | 88   | 65   | 32   | 19   | 4    | 7    | 3    | –    | –    | 832    |
| Consegne | 777F      | –    | –    | 16   | 22   | 15   | 19   | 14   | 13   | 19   | 11   | 9    | 16   | 25   | 22   | 16   | 21   | 26   | –    | 264    |
| Consegne | 777X      | –    | –    | –    | –    | –    | –    | –    | –    | –    | –    | –    | –    | –    | –    | –    | –    | –    | –    | 0      |
| Consegne | Totale    | 83   | 61   | 88   | 74   | 73   | 83   | 98   | 99   | 98   | 99   | 74   | 48   | 45   | 26   | 24   | 24   | 26   | –    | 1 727  |

     Ordini
     Consegne

## Configurazioni di bordo
Legenda tabella:
- F: prima classe.
- B: business class.
- E+: premium economy class.
- E: economy class.

| Compagnia aerea            | 777-200 | 777-200 | 777-200 | 777-200 | Totale posti | 777-200ER | 777-200ER | 777-200ER | 777-200ER | Totale posti | 777-200LR | 777-200LR | 777-200LR | 777-200LR | Totale posti | 777-300 | 777-300 | 777-300 | 777-300 | Totale posti | 777-300ER | 777-300ER | 777-300ER | 777-300ER | Totale posti |
| Compagnia aerea            | F       | B       | E+      | E       | Totale posti | F         | B         | E+        | E         | Totale posti | F         | B         | E+        | E         | Totale posti | F       | B       | E+      | E       | Totale posti | F         | B         | E+        | E         | Totale posti |
| -------------------------- | ------- | ------- | ------- | ------- | ------------ | --------- | --------- | --------- | --------- | ------------ | --------- | --------- | --------- | --------- | ------------ | ------- | ------- | ------- | ------- | ------------ | --------- | --------- | --------- | --------- | ------------ |
| Aeroflot                   | –       | –       | –       | –       | –            | –         | –         | –         | –         | –            | –         | –         | –         | –         | –            | –       | –       | –       | –       | –            | –         | 30        | 48        | 324       | 402          |
| Air Canada                 | –       | –       | –       | –       | –            | –         | –         | –         | –         | –            | –         | 40        | 24        | 236       | 300          | –       | –       | –       | –       | –            | – –       | 40 28     | 24 24     | 336 398   | 400 450      |
| Air China                  | –       | 30      | 63      | 217     | 310          | –         | –         | –         | –         | –            | –         | –         | –         | –         | –            | –       | –       | –       | –       | –            | 8         | 42        | –         | 261       | 311          |
| Air France                 | –       | –       | –       | –       | –            | –         | –         | –         | –         | –            | –         | –         | –         | –         | –            | –       | –       | –       | –       | –            | – –       | 16 14     | 24 32     | 272 422   | 312 468      |
| All Nippon Airways         | –       | –       | 21      | 381     | 402          | –         | –         | –         | –         | –            | –         | –         | –         | –         | –            | –       | –       | 21      | 493     | 514          | 8         | 52        | 24        | 180       | 264          |
| American Airlines          | –       | –       | –       | –       | –            | –         | 37        | 90        | 146       | 273          | –         | –         | –         | –         | –            | –       | –       | –       | –       | –            | 8         | 52        | 56        | 188       | 304          |
| British Airways            | –       | 48      | 24      | 203     | 275          | –         | 40        | 24        | 219       | 283          | –         | –         | –         | –         | –            | –       | –       | –       | –       | –            | 14        | 56        | 44        | 185       | 299          |
| Cathay Pacific             | –       | 42      | –       | 293     | 335          | –         | –         | –         | –         | –            | –         | –         | –         | –         | –            | –       | –       | –       | –       | –            | – –       | 40 42     | 32 –      | 268 356   | 340 398      |
| China Eastern Airlines     | –       | –       | –       | –       | –            | –         | –         | –         | –         | –            | –         | –         | –         | –         | –            | –       | –       | –       | –       | –            | 6         | 52        | –         | 258       | 316          |
| China Southern Airlines    | 24      | 53      | –       | 207     | 284          | –         | 18        | 40        | 316       | 374          | –         | –         | –         | –         | –            | –       | –       | –       | –       | –            | 4         | 34        | 44        | 227       | 309          |
| Emirates                   | –       | –       | –       | –       | –            | –         | –         | –         | –         | –            | 8         | 42        | –         | 216       | 266          | –       | –       | –       | –       | –            | 8 –       | 42 42     | – –       | 310 385   | 360 427      |
| Etihad Airways             | –       | –       | –       | –       | –            | –         | –         | –         | –         | –            | –         | –         | –         | –         | –            | –       | –       | –       | –       | –            | 8 –       | 40 28     | –         | 282 374   | 330 402      |
| Ethiopian Airlines         | –       | –       | –       | –       | –            | –         | –         | –         | –         | –            | –         | 28        | –         | 287       | 315          | –       | –       | –       | –       | –            | –         | 28        | –         | 365       | 393          |
| EVA Air                    | –       | –       | –       | –       | –            | –         | –         | –         | –         | –            | –         | –         | –         | –         | –            | –       | –       | –       | –       | –            | 39        | –         | 56        | 258       | 353          |
| Japan Airlines             | 14      | 82      | –       | 279     | 375          | –         | 28        | –         | 284       | 312          | –         | –         | –         | –         | –            | –       | 78      | –       | 422     | 500          | 8         | 49        | 40        | 147       | 244          |
| KLM                        | –       | –       | –       | –       | –            | –         | 34        | 40        | 242       | 316          | –         | –         | –         | –         | –            | –       | –       | –       | –       | –            | –         | 34        | 40        | 334       | 408          |
| Korean Air                 | –       | –       | –       | –       | –            | 8         | 28        | –         | 212       | 248          | –         | –         | –         | –         | –            | 6       | 35      | –       | 297     | 338          | 8         | 56        | –         | 227       | 291          |
| Qatar Airways              | –       | –       | –       | –       | –            | –         | –         | –         | –         | –            | –         | 42        | –         | 230       | 272          | –       | –       | –       | –       | –            | –         | 24        | –         | 388       | 412          |
| Saudia                     | –       | –       | –       | –       | –            | –         | 14        | –         | 327       | 341          | –         | –         | –         | –         | –            | –       | –       | –       | –       | –            | –         | 30        | –         | 383       | 413          |
| Singapore Airlines         | –       | 38      | –       | 228     | 266          | –         | 26        | –         | 245       | 271          | –         | –         | –         | –         | –            | 8       | 50      | –       | 226     | 284          | 8         | 42        | –         | 228       | 278          |
| Thai Airways International | –       | 30      | –       | 279     | 309          | –         | 30        | –         | 262       | 292          | –         | –         | –         | –         | –            | –       | 34      | –       | 330     | 364          | –         | 42        | –         | 302       | 344          |
| Turkish Airlines           | –       | –       | –       | –       | –            | –         | –         | –         | –         | –            | –         | –         | –         | –         | –            | –       | –       | –       | –       | –            | –         | 49        | –         | 300       | 349          |
| United Airlines            | 8       | 40      | 113     | 108     | 269          | –         | 50        | 72        | 145       | 267          | –         | –         | –         | –         | –            | –       | –       | –       | –       | –            | –         | 60        | 86        | 204       | 350          |